# Aeroportul Lancang
Aeroportul Lancang (IATA: JMJ, ICAO: ZPJM) este un aeroport din Yunnan, Republica Populară Chineză ce deservește zona Lancang Lahu Autonomous County⁠(d). Aeroportul a fost tranzitat în 2022 de 177.082 de pasageri. A fost deschis în 26 mai 2017.
aeroportul dispune de o singură pistă.